# 23 februari
23 februari är den 54:e dagen på året i den gregorianska kalendern. Det återstår 311 dagar av året (312 under skottår).

## Återkommande bemärkelsedagar

### Nationaldagar
- Bruneis nationaldag
- Guyana: Mashramani eller Republikens dag (till minne av att landet blev republik 1970)

### Övriga
- Framförallt  Ryssland,  Ukraina och  Vitryssland (men även andra länder i det forna Sovjetunionen): Fäderneslandsförsvararens dag (sedan 1919; till minne av de första massrekryteringarna till Röda armén denna dag 1918)

## Namnsdagar

### I den svenska almanackan
- Nuvarande – Torsten och Torun
- Föregående i bokstavsordning
  - Tertullianus – Namnet fanns, till minne av en kyrkofadern Tertullianus i Karthago på 200-talet, på dagens datum före 1901, då det utgick.
  - Toivo – Namnet infördes på dagens datum 1986, men utgick 1993.
  - Torsten – Namnet förekom på dagens datum på 1790-talet, men utgick sedan. 1901 återinfördes det på dagens datum och har funnits där sedan dess.
  - Torun – Namnet infördes på dagens datum 1986 och har funnits där sedan dess.
- Föregående i kronologisk ordning
  - Före 1901 – Tertullianus
  - 1901–1985 – Torsten
  - 1986–1992 – Torsten, Torun och Toivo
  - 1993–2000 – Torsten och Torun
  - Från 2001 – Torsten och Torun
- Källor
  - Brylla, Eva (red.): Namnlängdsboken, Norstedts ordbok, Stockholm, 2000. ISBN 91-7227-204-X
  - af Klintberg, Bengt: Namnen i almanackan, Norstedts ordbok, Stockholm, 2001. ISBN 91-7227-292-9

### Finlandssvenska almanackan
- Nuvarande från 1929[1] – Bjarne
- I föregående revideringar[a][2]
  - inga ändringar sedan 1929

## Händelser
- 1329 – Valdemar III abdikerar från den danska tronen efter diverse uppror mot honom. Kristofer II, som blev avsatt tre år tidigare (1326) för att bereda plats åt honom på tronen, återkommer som kung av Danmark, dock endast till namnet, eftersom landet i det närmaste har upphört att existera, då det är helt bortpantat till utländska herrar, framförallt tyska furstar. När Kristofer dör tre år senare (1332) kommer den danska tronen stå tom i åtta år (till 1340), eftersom man anser det lönlöst att välja någon ny kung.
- 1455 – Den tyske uppfinnaren Johannes Gutenberg (känd som ”boktryckarkonstens fader”) påbörjar tryckningen av sitt mest kända tryckverk, en Bibel i den första latinska översättningen från slutet av 300-talet. Arbetet sker i Mainz och tar tre år; av de tryckta exemplaren finns idag (2025) 11 stycken bevarade på pergament och 48 på papper och detta blir den mest kända inkunabeln.
- 1836 – En mexikansk armé på 5 000 man, ledd av Antonio López de Santa Anna, inleder en belägring av fästningen Alamo i San Antonio i Texas, som försvaras av 182 texasbor. Belägringen pågår till den 6 mars och även om den mexikanska armén segrar i det efterföljande slaget vid Alamo leder den 12 dagar långa fördröjningen till att texanska förstärkningar hinner anlända och att Texas därmed vinner självständighetskriget mot Mexiko.
- 1905 – Organisationen Rotary grundas i amerikanska Chicago av advokaten Paul Harris. Den är öppen för yrkesverksamma män och kvinnor och syftar till att höja den etiska och humanitär standarden i samhället. 1910 blir organisationen internationell och 1926 grundas den första svenska Rotaryklubben i Stockholm.
- 1912 – Fyra och en halv månad efter att den amerikanske industrimannen och filantropen Andrew Carnegie har grundat den svenska Carnegiestiftelsen, som ska belöna personer, som inom Sveriges gränser räddar människoliv, utdelas de första belöningarna. En av medaljörerna är femårige Karl Gunnar Åberg, som har räddat sina tre syskon ur en eldsvåda.
- 1939 – Under årets oscarsgala får den amerikanske filmtecknaren Walt Disney en hedersoscar i form av en stor och sju små statyetter för sin första tecknade långfilm Snövit och de sju dvärgarna, som hade premiär 1937.
- 1942 – Två och en halv månad efter att USA har hamnat i krig med Japan och därmed gått med i andra världskriget dyker en japansk ubåt upp utanför södra Kaliforniens kust och beskjuter några oljeraffinaderier väster om Santa Barbara. Detta blir det ena av två japanska anfall mot amerikanska fastlandet under kriget och det första utländska anfallet mot amerikansk mark på den nordamerikanska kontinenten sedan 1812 års krig 130 år tidigare.
- 1945
  - Den amerikanske fotografen Joe Rosenthal tar en berömd bild av hur fyra amerikanska soldater reser den amerikanska flaggan på stillahavsön Iwo Jima, sedan amerikanerna fyra dagar tidigare har inlett en invasion av ön. Det dröjer dock till 26 mars, innan slaget om Iwo Jima är helt avgjort och ön är i amerikanska händer.
  - Amerikanska trupper återtar den filippinska huvudstaden Manila från japanerna, som har hållit den besatt sedan 2 januari 1942.
  - De allierade bombar den sydtyska staden Pforzheim, som på en timme blir fullständigt ödelagd, varvid 17 000 människor omkommer.
- 1956 – Under det sovjetiska kommunistpartiets 20:e partikongress håller Sovjetunionens regeringschef Nikita Chrusjtjov ett tal, där han angriper personkulten av den förre sovjetledaren Josef Stalin  och öppet lägger fram Stalins brott mot mänskligheten och sitt eget folk. Talet blir till en början enbart känt inom kommunistpartiet, men så småningom läcker det ut till väst och därifrån via radio till Sovjets satellitstater och så småningom till Sovjet självt. Vid den 22 partikongressen 1961 är det vida känt och erkänns. I och med detta inleds den så kallade avstaliniseringen av östblocket, då den tidigare oförvitlige Stalin och hans politik öppet kan börja ifrågasättas.
- 1963 – Den amerikanska gruppen The Chiffons spelar in låten He's So Fine, vilken hamnar på förstaplatsen på den amerikanska Top 40-listan den 30 mars samma år. Under 1970-talet hävdar låtskrivaren Ronnie Marks att den före detta The Beatles-medlemmen George Harrison med sin låt My Sweet Lord från 1970 har plagierat The Chiffons låt. Marks stämmer därför Harrison och rättegången tar många år och är inte slutgiltigt avgjord förrän 1985, då Marks vinner stämningen.
- 1971 – Sveriges riksdag beslutar att 37 statliga verk ska flyttas från Stockholm till 13 andra orter i landet.
- 1974 – Den amerikanska vänsteraktivistgruppen Symbiotiska befrielsearmén (SLA), som den 4 februari har kidnappat miljonärsdottern Patricia Hearst, kräver ytterligare fyra miljoner dollar för att släppa henne (utöver de två miljoner, som hennes far, tidningskungen Randolph Hearst, redan har betalat). Hearst svarar med att vilja tänka över de nya kraven, men han och SLA kommer inte överens. 2 april släpps Patricia ur sin fångenskap, men blir då medlem av SLA och återvänder inte till sin far, utan deltar därefter i organisationens brottsliga verksamhet.
- 1978 – De svenska Socialdemokraterna och fackförbundsorganisationen LO lägger fram ett gemensamt förslag till löntagarfonder, vilka syftar till att öka fackförbundens inflytande över det privata näringslivet, genom andelar i ägandet av privata företag. Förslaget blir starkt kritiserat, inte minst från arbetsgivarorganisationen Svenska Arbetsgivareföreningens (SAF) håll.
- 1980 – Den amerikanske skridskoåkaren Eric Heiden vinner 10 000 meter hastighetsåkning under årets vinter-OS i Lake Placid. Detta blir hans femte guldmedalj i spelen och han blir därmed den förste någonsin, som tar fem guldmedaljer under ett och samma OS.
- 1983
  - Bertil Werkström, som har varit biskop i Härnösands stift sedan 1975, utses till ärkebiskop i Uppsala stift, en post han kommer att inneha till 1993, då han går i pension.
  - Den amerikanska gruppen Toto får en Grammy för låten "Rosanna" och även en för albumet Toto IV. Under årets grammygala får gruppen ytterligare fyra statyetter och når därmed rekordet på sex stycken, lika många som Roger Miller fick 1965.
- 1990 – Det svenska biltillverkningsföretaget Volvo och det franska Renault köper andelar i varandra, inför att de planerar att gå samman. 1993 går dock denna affär om intet.
- 1996 – Medlemmar ur Ryska federationens federala säkerhetstjänst griper den svenske civilingenjören Peter Nordström i Sankt Petersburg och han anklagas för spioneri samt skickas tillbaka till Sverige.
- 2002 – En svensk version av Benny Anderssons och Björn Ulvaeus musikal Chess har premiär på Cirkus i Stockholm, 16 år efter den engelskspråkiga urpremiären i London.
- 2005 – Ett toppmöte inleds i den slovakiska huvudstaden Bratislava mellan den amerikanske presidenten George W. Bush och den ryske presidenten Vladimir Putin. Detta blir första gången en sittande amerikansk president besöker Slovakien efter dess självständighet från Tjeckoslovakien 1993.

## Födda
- 1417 – Paulus II, född Pietro Barbo, påve 1464–1471
- 1633 – Samuel Pepys, engelsk ämbetsman, känd för sin dagbok från åren 1660–1669
- 1685 – Georg Friedrich Händel, tysk-brittisk kompositör
- 1822 – Giovanni Battista de Rossi, italiensk fornforskare och arkeolog
- 1842 – Eduard von Hartmann, tysk filosof
- 1868 – Anna Hofman-Uddgren, svensk skådespelare, varietéartist, manusförfattare, teaterledare och Sveriges första kvinnliga regissör
- 1870 – Oscar Johanson, svensk lantbrukare, arbetare och politiker (lantmanna- och borgarepartiet, senare folkpartiet)
- 1874 – Konstantin Päts, estnisk president 1938–1940
- 1880
  - Roy D. Chapin, amerikansk bilfabrikant och politiker, USA:s handelsminister 1932–1933
  - Albert Niemann, tysk barnläkare
- 1883 – Karl Jaspers, tysk psykiater och filosof
- 1901
  - Erhard Heiden, tysk SS-officer, Reichsführer-SS 1927–1929
  - Ivar Lo-Johansson, svensk författare
- 1902 – Allan Gray, polsk-brittisk kompositör
- 1904 – George Docking, amerikansk demokratisk politiker, guvernör i Kansas 1957–1961
- 1911 – G. Mennen Williams, amerikansk demokratisk politiker, guvernör i Michigan 1949–1961
- 1915 – Paul Tibbets, amerikansk militär och flygare, pilot i planet som fällde atombomben över Hiroshima
- 1918 – Richard Butler, amerikansk flygingenjör och extremistledare
- 1920 – Henry Lindblom, svensk sångare, skådespelare och tv-personlighet
- 1924 – Allan Cormack, sydafrikansk-amerikansk fysiker, mottagare av Nobelpriset i fysiologi eller medicin 1979
- 1929 – Aleksij II, estnisk-rysk kyrkoman, patriark av Moskva och andlig ledare för rysk-ortodoxa kyrkan 1990–2008
- 1932 – Majel Barrett, amerikansk skådespelare
- 1934 – Morgan Andersson, svensk skådespelare
- 1935 – Tommy Nilson, svensk skådespelare
- 1938
  - Karl Erik Olsson, svensk centerpartistisk politiker, Sveriges jordbruksminister 1991–1994, EU-parlamentariker 1995–2004
  - Diane Varsi, amerikansk skådespelare
- 1940 – Peter Fonda, amerikansk skådespelare och regissör
- 1944 – Jim Cousins, brittisk parlamentsledamot för Labourpartiet 1992–2010
- 1947 – Pia Kjærsgaard, dansk politiker, grundare av Dansk Folkeparti, partiledare 1995–2012
- 1950 – Rebecca Goldstein, amerikansk författare och filosof
- 1951
  - Kenny Marchant, amerikansk republikansk politiker
  - Ulla Skoog, svensk skådespelare och komiker
- 1952
  - Marshall Herskovitz, amerikansk manusförfattare, regissör och producent
  - Brad Whitford, amerikansk musiker, gitarrist i gruppen Aerosmith
- 1953 – Kjell Bergqvist, svensk skådespelare
- 1954
  - György Gerendás, ungersk vattenpolospelare
  - Viktor Jusjtjenko, ukrainsk politiker, Ukrainas premiärminister 1999–2001 och president 2005–2010
  - Meta Roos, svensk jazzsångare och revyartist
- 1955 – Howard Jones, brittisk sångare och låtskrivare
- 1956 – Michael Olausson, svensk professor i medicin
- 1958 – Jouni Kotiaho, finländsk politiker
- 1960 – Naruhito, Japans kronprins 1989–2019, kejsare 2019–
- 1964 – John Norum, svensk musiker, gitarrist i gruppen Europe
- 1965 – Kristin Davis, amerikansk skådespelare
- 1966 – Didier Queloz, schweizisk astronom, mottagare av Nobelpriset i fysik 2019
- 1968
  - Michael Brinkenstjärna, svensk musiker, discjockey, manager och vd
  - Henrik Schyffert, svensk skådespelare och komiker
- 1969
  - Mia Poppe, svensk skådespelare och regissör
  - Michael Campbell, nyzeeländsk golfspelare
- 1970 – Daniel Rydmark, svensk ishockeyspelare
- 1973
  - Lars-Olof Johansson, svensk musiker, medlem i gruppen The Cardigans
  - Linda Ulvaeus, svensk skådespelare
- 1979
  - Robin Beauregard, amerikansk vattenpolospelare
  - Sascha Zacharias, svensk skådespelare
- 1983 – Emily Blunt, brittisk skådespelare
- 1986 – Ola Svensson, svensk artist och låtskrivare
- 1994 – Dakota Fanning, amerikansk skådespelare
- 2012 – Estelle, svensk arvprinsessa, dotter till kronprinsessan Victoria och prins Daniel

## Avlidna
- 1447 – Eugenius IV, 64, påve sedan 1431
- 1603 – Andrea Cesalpino, 83, italiensk botaniker och fysiolog, känd för sin växtsystematik
- 1632 – Giambattista Basile, 66, neapolitansk diktare, hovman och sagosamlare
- 1662 – Johann Crüger, 63, tysk tonsättare och kantor
- 1717 – Magnus Stenbock, 51, svensk greve och general
- 1719 – Bartholomäus Ziegenbalg, 36, tysk missionär
- 1730 – Benedictus XIII, 81, påve sedan 1724
- 1766 – Stanisław I Leszczyński, 88, kung av Polen 1704–1709 och 1733–1736
- 1792 – Joshua Reynolds, 68, brittisk målare
- 1815 – Jonathan Hornblower, 61, brittisk ingenjör
- 1821 – John Keats, 25, brittisk poet
- 1840 – John Rutherfurd, 79, amerikansk lantmätare och politiker, senator för New Jersey 1791–1798
- 1848 – John Quincy Adams, 80, amerikansk politiker, senator för Massachusetts 1803–1808, USA:s utrikesminister 1817–1825 och president 1825–1829
- 1850 – William Allan, 67, brittisk historiemålare
- 1855 – Carl Friedrich Gauss, 77, tysk matematiker
- 1879 – Albrecht von Roon, 75, preussisk generalfältmarskalk och politiker
- 1930 – Horst Wessel, 22, tysk nazist (mördad)
- 1931 – Nellie Melba, 69, australisk operasångare som efterrätten Peach Melba är uppkallad efter
- 1934 – Edward Elgar, 76, brittisk kompositör
- 1943 – Thomas Madsen-Mygdal, 67, dansk Venstrepolitiker, Danmarks statsminister 1926–1929
- 1944 – Leo Baekeland, 80, belgisk-amerikansk kemist, uppfinnare av materialet bakelit
- 1945 – Rudolf Lange, 34, tysk SS-officer
- 1958 – Wilhelm Haquinius, 72, svensk skådespelare, hovklockare och sångare
- 1965 – Stan Laurel, 74, brittisk-amerikansk skådespelare och komiker, i Sverige mest känd som Halvan i komikerduon Helan och Halvan
- 1973 – Dickinson W. Richards, 77, amerikansk fysiolog, mottagare av Nobelpriset i fysiologi eller medicin 1956
- 1979 – Carl H. Lindroth, 73, svensk entomolog
- 1989 – Hans Hellmut Kirst, 74, skriftställare
- 1990 – Margareta Bergman, 89, svensk skådespelare
- 1995 – James Alfred Wight, 78, brittisk veterinär och författare med pseudonymen James Herriot
- 1996 – Joseph W. Barr, 79, amerikansk demokratisk politiker, USA:s finansminister 1968–1969
- 2000
  - Ofra Haza, 42, israelisk sångare
  - Stanley Matthews, 85, brittisk (engelsk) fotbollsspelare
- 2004
  - Sikander Bakht, 85, indisk politiker
  - Don Cornell, 84, amerikansk sångare
  - Neil Ardley, 66, brittisk författare och jazzmusiker
  - Barbro Ribbing, 83, svensk skådespelare
- 2007 – Pascal Yoadimnadji, 57, tchadisk politiker, Tchads premiärminister sedan 2005
- 2008
  - Janez Drnovšek, 57, slovensk politiker, Sloveniens premiärminister 1992–2002 och president 2002–2007
  - Paul Frère, 91, belgisk racerförare och journalist
- 2009
  - Sverre Fehn, 84, norsk arkitekt
  - Tuulikki Pietilä, 92, finländsk illustratör och professor i grafisk konst
- 2010 – Fan Ming, 95, kinesisk politiker och general, partisekreterare för den autonoma regionen Tibet 1951
- 2013 – Maurice Rosy, 85, belgisk serietecknare
- 2014 – Alice Herz-Sommer, 110, tjeckisk pianist och förintelseöverlevare
- 2015 – Curt Michel, 80, amerikansk astrofysiker
- 2022 – Elvy Olsson, 99, svensk centerpartistisk politiker, Sveriges bostadsminister 1976–1978
- 2023 – Slim Borgudd, 76, svensk racerförare och musiker
- 2024
  - Anita Blom, 94, svensk skådespelare
  - Ronnie Campbell, 80, brittisk parlamentsledamot (Labour)

## Svenska kalendern
I den svenska kalendern fanns inte 18–28 februari år 1753.